# Jesper Hogedoorn
Jesper Hogedoorn (* 14. August 1985 in Rotterdam) ist ein niederländischer Fußballtorwart, der in der Eredivisie vier Jahre lang bei Feyenoord unter Vertrag stand.

## Karriere
Hogedoorn stand als 17-Jähriger in der Saison 2002/03 bei Feyenoord in seiner Heimatstadt Rotterdam als A-Jugendlicher bereits im Kader der ersten Mannschaft. Patrick Lodewijks und Edwin Zoetebier waren erste Wahl von Trainer Bert van Marwijk für das Eredivisie-Tor der Feyenoorder, dritter Mann war Carlo l’Ami. Nachdem sowohl Lodewijks als auch Zoetebier zum Match bei sc Heerenveen am 7. Dezember 2002 verletzt ausgefallen waren, saß A-Jugend-Torhüter Hogedoorn auf der Ersatzbank. Als L’Ami sich nach acht Minuten an der Schulter verletzte und nicht weiterspielen konnte, kam Hogedoorn zu seinem Debüt und bis 2012 einzigen Einsatz als Profi. Feyenoord ging zwar durch Thomas Buffel in Führung, doch Heerenveen gewann letztlich – ohne Verschulden Hogedoorns – mit 3:1. Anfang der Saison 2003/04 wurde er durch einen Schienbeinbruch für ein halbes Jahr außer Gefecht gesetzt. Bis Ende der Saison 2006 blieb Hogedoorn bei den Rotterdamern, spielte jedoch nur noch in der zweiten Mannschaft Jong Feyenoord. Ein Probetraining beim FC Aberdeen im Februar 2006 brachte keinen Wechsel nach Schottland. Zur Saison 2006/07 ging Hogedoorn daher zum Zweitligisten FC Volendam, konnte dort jedoch keinen Platz in der ersten Mannschaft erobern. 2007 war er zunächst vereinslos, bekam dann aber eine Verpflichtung als Amateur bei Stormvogels Telstar. Nach einer Zwischenstation bei den Amateuren des FC Zwolle landete er 2008 beim Amateurverein Vitesse Delft. Von dort wechselte er 2010 zum Rotterdamer SC Neptunus, der 2011 mit RVV Schiebroek zu RVV Neptunus-Schiebroek fusionierte und in der ersten Klasse der Sonntagsamateure (fünfte Liga) antritt. Nach einer Spielzeit wechselte er mit Beginn der Saison 2012/2013 zum Ligarivalen XerxesDZB. Im Sommer 2014 schloss er sich dann dem Topklasse team Kozakken Boys an.